# 俄羅斯生態村
弗拉狄米爾・米格烈（Vladimir Megre）所著的有關阿納絲塔夏的十本書，統稱為鳴響雪松系列，影响俄羅斯产生的阿納絲塔夏生態村運動。
1. ↑  安德魯・瓊斯（Andrew Jones）著，周二南、林欣瑩譯.  (PDF). 生態台灣第51期，頁71. 2016年4月  [2017-04-22]. （原始内容 (PDF)存档于2019-03-13）.